# Helmut Kohl: A fal leomlásától az újraegyesülésig
Helmut Kohl életrajzinak mondott, történeti-politikai-lélektani visszaemlékezése sorsfordító időszakba kalauzolja az olvasót: a német újraegyesülési folyamat korszakába. A könyv a második világháború utáni időszak legjelentősebb európai államférfijaként nevezett nyugatnémet kancellár életének legjelentősebb hónapjaiba enged betekintést.

## A könyv adatai
A fordítás alapjául szolgáló eredeti mű: Helmut Kohl: Vom Mauerfall zur Wiedervereinigung – Meine Erinnerungen, 2009 Droemersche Verlagsanstalt Th. Knaur Nachf. GmbH & Co. KG, München

### Magyarul
- A fal leomlásától az újraegyesülésig; ford. Csősz Róbert; Antall József Tudásközpont, Bp., 2014 ISBN 978-615-80092-1-8

## A könyvről
A tárgyilagos hangú memoárból kiderül: a berlini fal 1989. november 9-i leomlása nem jelentette automatikusan a német egység megteremtését – az egységet tűzön-vízen keresztül képviselő, mégis mértéktartó politikai vezetésre volt szükség ahhoz, hogy a németek 1990. október 3-án már a két Németország újraegyesülését ünnepelhessék. Helmut Kohl számtalan ütköző nézőpontra mutat rá e sorsdöntő napokból: a nyugat-európai államok vonakodásától, a párton belüli intrikáktól és a bel-német ellenállástól kezdve az NDK-val és a Szovjetunióval folytatott nehéz tárgyalásokon, az amerikai elnökkel kialakított és elengedhetetlenül fontos szoros együttműködésen, valamint a nyugatnémet és a keletnémet márka közötti átváltási problémákon át a teljes szuverenitás és az egyesült Németország NATO-tagsága által felvetett létfontosságú kérdésekig. Helmut Kohl végül egy minden európaihoz szóló, nagyon is aktuális felhívást fogalmaz meg, amely a németországi egység megteremtése óta a szeme előtt lebeg. Ez pedig az európai egyesülésnek, az „érme másik oldalának” a beteljesítése.
A magyar kiadás Helmut Kohl magyar olvasókhoz címzett, személyes hangú előszavával válik teljessé. A magyar kiadásért külön köszönetet nyilvánít az Antall József Politika- és Társadalomtudományi Tudásközpontnak és mindenekelőtt Antall Klára asszonynak, Antall József magyar miniszterelnök hitvesének, akit Helmut Kohl kedves barátjának tekintett. A szerző úgy tartja, hogy a vasfüggöny keleti oldalán zajló békés forradalmat, amely idővel az egész közép-, kelet- és délkelet-európai térségre átterjedt, elhozva végül a békét, a szabadságot és a hidegháború végét, a lengyel és magyar emberek bátor szabadságmozgalmai alapozták meg. Hiszen éppen a magyarok voltak azok, akik akkori miniszterelnökükkel, Németh Miklóssal az élen, 1989 nyarán rendkívüli bátorsággal, a békét, a szabadságot és Európát választva megnyitották országuk határait az NDK-ból Magyarországra menekült németek előtt, és ezzel kiütötték az első téglát a berlini falból.
A szerző a 2009-es német első kiadás részletes előszavában történelmi kontextusba helyezi a német újraegyesülés folyamatát. Külön kitér benne a NATO 1983-as kettős határozatának rendkívüli jelentőségére, amely nélkül a történelem egészen másként alakult volna. Az egyes fejezetekben bemutatja, hogyan látta az eseményeket 1989 és 1990 sorsdöntő hónapjaiban, az akkor zajló drámai történések közepette. Mihail Gorbacsov 1989 nyarán tett kulcsfontosságú németországi látogatásával kezdi. Bemutatja, miért volt olyan elengedhetetlen a német egység beágyazása az európai egyesülési folyamatba és a NATO-ba, melyek voltak a fontos pillanatok, a kritikus helyzetek é kérdésfeltevések, és milyen szerepet játszott a bizalom ezekben a napokban. Ismételten kiemeli a magyarok állhatatosságát és a berlini fal leomlásában játszott szerepét. Visszaemlékezéseit 1990. október 3-ával, a német egység napjával zárja, amikor éjfél körül végigtekint a berlini Reichstag előtt boldogan ünneplő emberek, és a fekete - vörös - arany német nemzeti lobogók tengerén. Ezt a megindító záróképet azzal a nyomatékos felszólítással kapcsolja össze, hogy a békés és szabad jövőhöz Európa egyesülési folyamatát tovább kell folytatni és be kell teljesíteni.
A könyvet végigkíséri Helmut Kohl azon meggyőződése, hogy a berlini fal egyszer leomlik és Németország újból egységes lesz. Többször megismétli, hogy efelől sohasem voltak kétségei, de hogy erre hogyan és mikor kerül sor mindig is nyitott kérdésnek gondolta. „Az viszont mindig is nyilvánvaló volt, hogy ehhez sok mindennek össze kell jönnie – ahogy ez később 1989-ben és 1990-ben meg is történt. A keletnémet polgárok szabadságvágya, a glasznoszty és peresztrojka, a Kelet és Nyugat közötti enyhülési politika, Georg Bush amerikai elnök, Mihail Gorbacsov szovjet pártfőtitkár vagy a német szövetségi kancellár sem lett volna önmagában elegendő ahhoz, hogy a berlini fal leomoljon és Németország újraegyesüljön. Ehhez sokkal inkább a személyek és az események szerencsés, úgymond történelmi együttállására volt szükség.” Állítja könyve első fejezetében a szerző. Betekintést nyerhetünk, hogy munkája, illetve azzal kapcsolatos megnyilvánulásai mekkora kihívást és nehézséget jelentettek számára, hiszen az emberek egyértelmű állásfoglalást vártak tőle, de óvatosan és mgfontoltan kellett bánnia a szavakkal a kedélyek felkorbácsolásának elkerülése érdekében. Az ilyen helyzetek fontossága, továbbá a kancellár óriási felelőssége tökéletesen átérezhető a könyvet olvasva.

## A szerzőről
Helmut Kohl a Frankfurti és a Heidelbergi Egyetemen végezte tanulmányait, doktori disszertációját német politikatörténetből írta, majd kereszténydemokrata színekben maga is aktívan politizálni kezdett. 1947 óta tagja a CDU-nak. 1959-től 1976-ig Rajna-vidék-Pfalz tartományi parlamentjének képviselője. 1969-től 1976-ig Rajna-vidék-Pfalz tartomány miniszterelnöke. 1973-tól 1998-ig a CDU szövetségi elnöke. 1976-tól 2002-ig a Német Szövetségi Gyűlés képviselője. 1982. október 1-től a Német Szövetségi Köztársaság hatodik, majd az újraegyesült Németország első szövetségi kancellárja. Ezt a pozíciót 1998. október 27-ig, 16 éven át töltötte be, ezzel mind a mai napig a leghosszabb ideig hivatalban lévő német szövetségi kancellár. 1998 decembere óta Európa díszpolgára. Feleségével, Dr. Maike Kohl-Richter asszonnyal a szülővárosában, Ludwigshafenben él.